# ليلة الشياطين

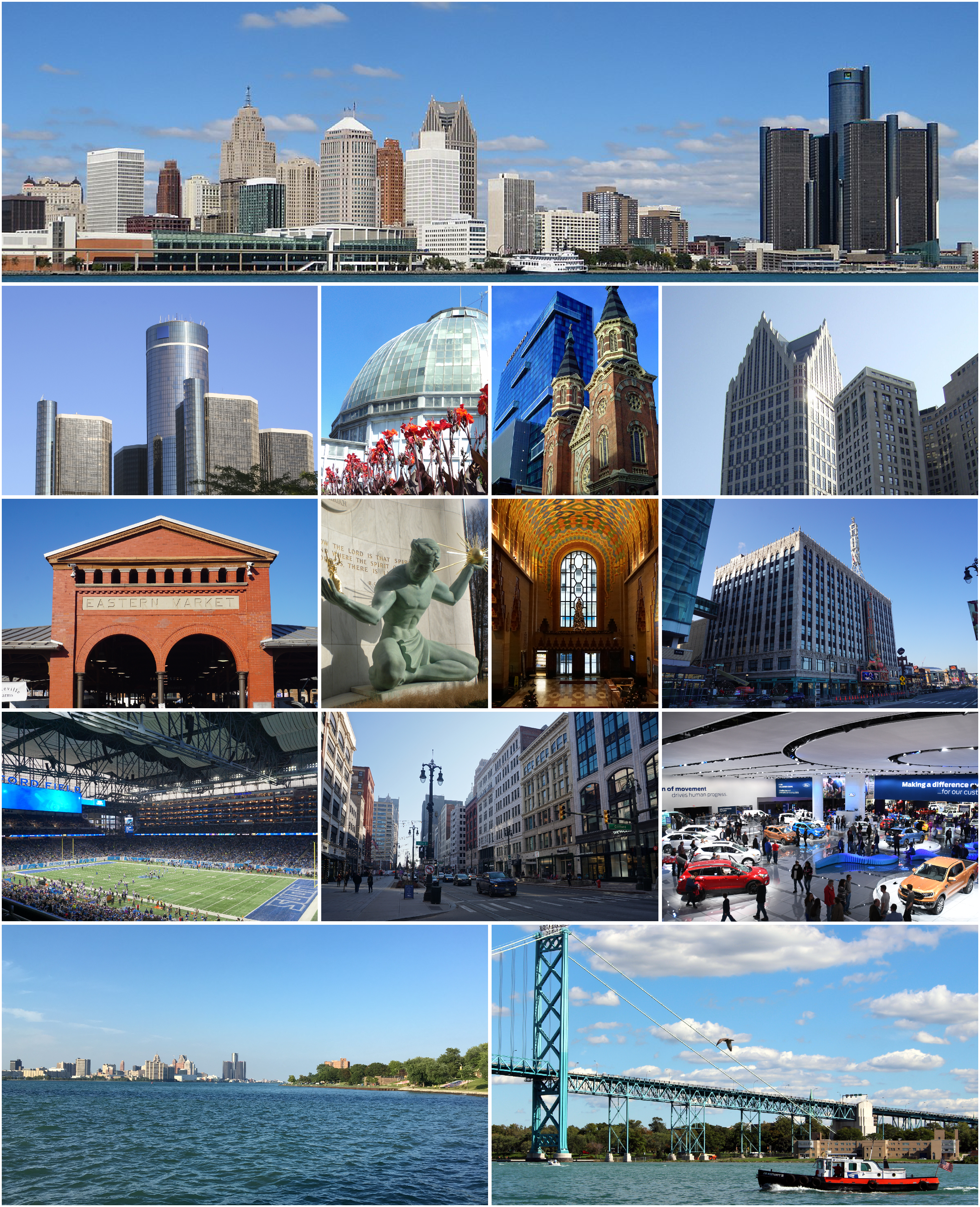

ليلة الشيطان هو الاسم المرتبطة أكتوبر 30، الليلة قبل هالوين. ويرتبط ذلك إلى "ليلة الأذى" يمارس في أجزاء من الولايات المتحدة، ولكن يرتبط اساسا مع التخريب والحرق خطيرا ينظر في ديترويت، ميشيغان من 1970s إلى 1990s، وأخيرا دفع "الملائكة" ليلة "استجابة المجتمع

## Description
يعود ليلة الشيطان من وقت مبكر من 1940s. تقليديا، شباب المدينة تشارك في ليلة من السلوك الإجرامي مؤذ أو تافهة، وتتألف عادة من المزح طفيفة أو أعمال التخريب خفيفة (مثل التحريض، الصوبنة أو الصبح النوافذ والأبواب، وترك الخضراوات الفاسدة أو ملتهبة أكياس من براز الكلاب على الانحناءات الشرفة الأمامية، أو مرحاض اخفاء الأشجار والشجيرات) التي تسبب القليل أو لا أضرار في الممتلكات.
ومع ذلك، في 1970s في وقت مبكر، والتخريب تتصاعد إلى أعمال أكثر تدميرا مثل الحرق. استغرق هذا في المقام الأول مكان في داخل المدينة، ولكن الضواحي المحيطة بها في كثير من الأحيان تتأثر أيضا..
أصبحت جرائم أكثر تدميرا في أحياء المدينة الداخلية في ديترويت، وشملت المئات من أعمال الحرق والتخريب في كل عام. بلغ الدمار ذروته في منتصف إلى أواخر 1980s، ومع أكثر من 800 الحرائق التي تضرم في عام 1984، و 500 إلى 800 حرائق في ثلاثة أيام وليال قبل عيد جميع القديسين في سنة نموذجية.

## تراجع الحرق ليلة الشيطان
من قبل 1990s في وقت مبكر، ورأى ديترويت انخفاض طفيف في الحرق ليلة الشيطان. بعد ليلة شيطان وحشي في عام 1994، ثم رئيس بلدية وعد دنيس آرتشر لن يتم التسامح مع سكان المدينة الحرق. في عام 1995، نظمت المسؤولين في المدينة ديترويت، وخلق الليل الملائكة "في 29-31 أكتوبر وحولها. كل عام ما يقرب من 50,000 متطوع جمع للقيام بدوريات في الأحياء في المدينة. ونتيجة للجهود، وانخفضت الحرائق إلى مستويات شبه عادية في العقد الأول من القرن ال21. وفي عام 2010 ارتفع عدد الحرائق ورد 169، أي بزيادة قدرها 42 في المئة مقارنة بالعام السابق. ومع ذلك، في وقت مبكر 2010S، انخفضت مجاميع مرة أخرى إلى 90S منخفضة لمدة ثلاثة أيام. هذا المتوسط من حوالي 32 حرائق في اليوم الواحد هو أعلى قليلا من المتوقع 26 الحرائق يوميا خلال العام. 2015 شهد أقل عدد مسجل النار مع الحرائق فقط 52 تسجيلها وفقط 24 تعتبر ربما الحرق.

## ليلة الملائكة
ليلة الملائكة 'هو الحدث الذي يهدف إلى التخفيف من الأعمال الإجرامية المرتبطة بليلة الشيطان في ديترويت، ميشيغان. بعد ليلة شيطان وحشي في عام 1994، ثم وعد العمدة الجديد دنيس آرتشر لن يتم التسامح مع سكان المدينة الحرق. في عام 1995، نظمت المسؤولين في المدينة ديترويت، وخلق الليل الملائكة "في 29-31 أكتوبر وحولها.

## روابط خارجية
- Official City of Detroit Angels Night Webpage نسخة محفوظة 30 أكتوبر 2014 على موقع واي باك مشين.
- Angels' Night web site